# 竹東鎮
24°44′11.80″N 121°5′29.68″E / 24.7366111°N 121.0915778°E
竹東鎮（臺灣客家語海陸腔：zhug dungˋ zhinˊ），舊稱「樹杞林」，位於臺灣新竹縣中心，為新竹縣頭前溪以南地區的交通樞紐及商業重鎮。鎮內人口約9.8萬人，是新竹縣人口第二多的行政區，亦為臺灣人口最多的鎮，結構上以清朝時來自廣東移民客家後裔族群為主，亦有不少泰雅族、賽夏族等原住民族居住。
竹東鎮在漢人移民未開發前，是泰雅族、賽夏族以及其他原住民族人的聚集地、狩獵地。早期以製造樟腦聞名，其後石油的鑽探、水泥及玻璃工業的設廠及林場集散場的拓展下，成為新竹縣溪南地區的工商重鎮，並曾與東勢、羅東共稱為臺灣三大林業集散地。隨著1973年工業技術研究院設置於頭重里、以及1980年新竹科學園區設置於西鄰的新竹市東區及新竹縣寶山鄉，該地的二重埔地區已逐漸轉型為高科技研發中心，而竹東舊市區則維持傳統產業發展。

## 歷史
竹東古名樹杞林，本是原住民聚集地區大本營 。係因於漢民族初到本地時，見樹杞繁茂成林，故以此命名。然而遠在漢民族入墾之前，竹東地區即有原住民狩獵遊耕，今五豐里番社子可能為為其聚居故地。亦多數客家與當地原住民結婚第二代 外省與原住民組成竹東現今人口。
清乾隆中葉，漢民族越過頭前溪開始進入竹東地區。1769年（乾隆34年）已有廣東省的惠州人入墾上、下七份及麻園肚一帶，並漸形成村落。5年後饒平人林欽堂向竹塹社土木什班、通事丁老吻承墾頭重埔、員山一帶荒地，由六張犁（今六家）率男丁40餘人前往建立村落。乾隆末年，陸豐人彭乾和、彭乾順兄弟由芎林下山遷往樹杞林開墾。1806年（嘉慶11年）彭乾和等奉官諭合夥組成「金惠成墾號」，從事大規模的墾拓。
開發初期，行政區屬於淡水廳管轄，屬竹塹堡東南廂。1875年（光緒元年）淡、新分治，本地改隸屬新竹縣，為竹北一堡樹杞林莊。1889年（光緒15年）新、苗分治，本地改稱為竹塹堡樹杞林莊。

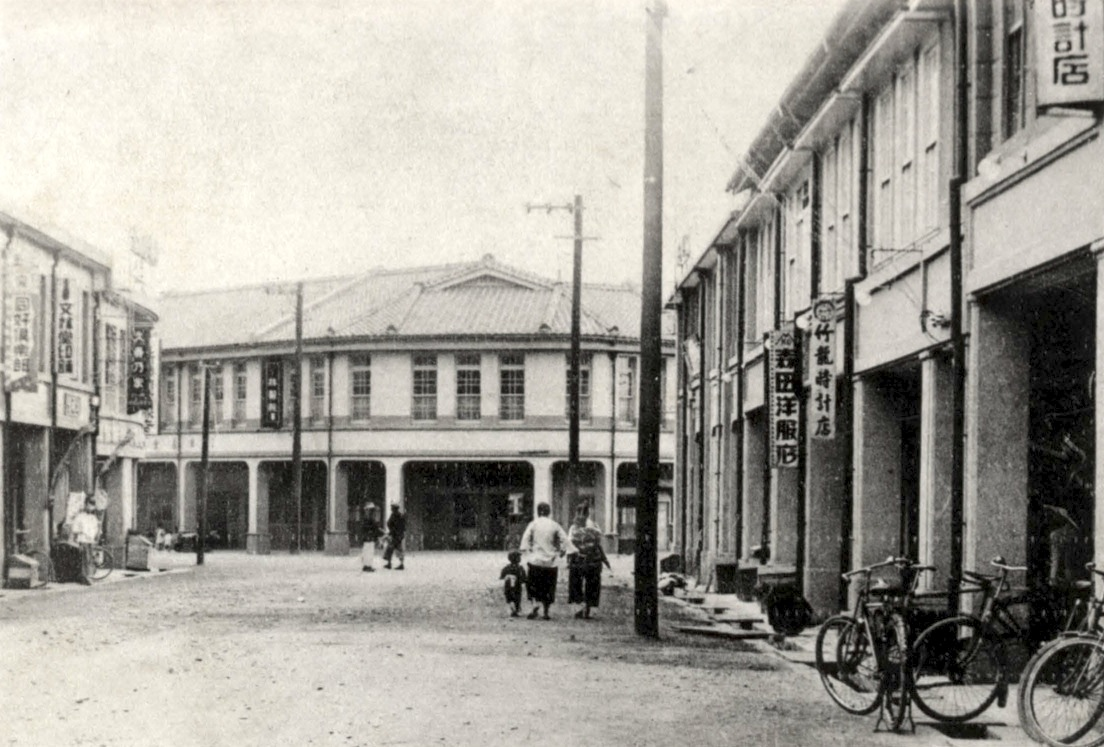
日治時期受1935年震災後重建的市街。

1895年（光緒21年）臺灣島割讓給大日本帝國後，本地改隸為台北縣新竹支廳。2年後恢復新竹縣，本地又改稱為樹杞林辦務署樹杞林街。1898年（明治31年）再廢新竹縣，置新竹辦務署，本地設樹杞林署樹杞林區。1920年（大正九年）行政區域調整，以本地在新竹東方而改名為「竹東」，置新竹州竹東郡竹東街。
戰後1945年10月25日，中華民國政府接管臺灣。1946年1月11日，設立新竹縣政府，將日治時期的新竹州下轄八郡改為新竹、竹東、桃園、中壢、大溪、竹南、苗栗、大湖等8區，並將原郡下轄街、庄改為鎮、鄉，竹東鎮屬新竹縣竹東區。4月15日，新竹市擴編，竹東鎮劃入新竹市稱為「竹東區」。1950年10月25日，重劃臺灣地方行政區域，省轄新竹市及新竹縣新竹區、竹東區、新峰區（五峰、尖石等2個山地鄉）編為新竹縣，竹東鎮改隸新竹縣:68。

## 地理

### 地形
竹東鎮位於新竹縣中心，頭前溪南岸，北毗竹北市、新竹市，西鄰寶山、北埔兩鄉，東北鄰芎林鄉，東南接五峰、橫山兩鄉:8。全境南北狹長，由東南側的山地、丘陵逐漸往西北降低為沖積平原:30。除東南隅外，全境地形大多低緩，海拔高度多在200公尺以下:34。
竹東鎮分為三個地形區，一為新竹平原區，一為竹東丘陵區，一為加裡山脈區。新竹平原是由頭前溪、鳳山溪與客雅溪沖積的聯合三角洲平原，大致以100公尺等高線作為與竹東丘陵的分界線，等高線以西多為礫石臺地堆積層及現代沖積層，平均高度大部分低於200公尺。在竹東鎮以西地區，等高線橫切頭前溪作等距離下降，沖積平原成扇形向西北開展，自100公尺向新竹市區降至20公尺:31。
竹東丘陵是由頭前溪與中港溪所夾的切割臺地，屬於臺地礫石層，東以竹東斷層為界，東西長約16公里，南北寬約12公里，海拔高度在285公尺以下，由東向西逐漸降低，丘陵全由鬆軟的砂岩及頁岩夾礫岩組成:31－32。臺地在頭前溪南側形成接地群，由竹東斷層東方的竹東紅土緩起伏面向北地降，形成七段地形面，多屬肥沃沖積土。竹東丘陵的溪谷，皆呈樹枝狀水系，擁有數條支流，地表切割頗甚。主支流溪谷的谷頭皆呈圓形，以致於形成數個小型盆地:32。
竹東斷層以東地勢較高，自員崠以上地區的海拔高度由200公尺上升到500公尺以上，最高點位在竹東鎮與五峰鄉的交界處的五指山（標高1,061公尺）。地質多為新生代第三紀岩層，因多夾有砂岩，地勢較為陡峻。位於此區的瑞峰里及上坪里一帶，由於地勢較高，適合林業的發展:34。

### 人口
根據新竹縣政府民政處統計，2024年底竹東鎮戶數約3.8萬戶，人口約9.8萬人，鎮內人口最多與最少的里分別是二重里與上坪里，2024年底兩里人口分別為16,290人與300人，其中二重里也是新竹縣人口第三大村里。竹東鎮人口的年齡構成中，幼年人口佔比約12.99%，青壯年人口佔比約70.62%，老年人口則佔比約16.38%。

## 政治

### 歷任首長
竹東街街長
| 任次 | 姓名       | 任職期間              |
| ---- | ---------- | --------------------- |
| 1    | 彭錦球     | 1920年10月－1934年3月 |
| 2    | 吉田三三郎 | 1934年3月－1940年4月  |
| 3    | 石井忠夫   | 1940年4月－1942年4月  |
| 4    | 山本宗平   | 1942年4月－1945年9月  |

官派竹東鎮鎮長
| 任次 | 姓名   | 任職期間             | 備註     |
| ---- | ------ | -------------------- | -------- |
| 1    | 宋燕貽 | 1945年9月－1946年2月 | 接管委員 |

竹東區區長
官派
| 任次 | 姓名   | 任職期間              | 備註     |
| ---- | ------ | --------------------- | -------- |
| 1    | 蘇廷清 | 1946年2月－1946年10月 | 官派區長 |

區民代表會選出
| 屆次 | 姓名   | 任職期間               | 備註           |
| ---- | ------ | ---------------------- | -------------- |
| 1    | 蘇廷清 | 1946年10月－1948年11月 | 區民代表會選出 |
| 2    | 林兆榮 | 1948年11月－1951年6月  | 區民代表會選出 |

民選竹東鎮鎮長
| 屆次 | 姓名   | 黨籍       | 任職期間                       | 備註                   |
| ---- | ------ | ---------- | ------------------------------ | ---------------------- |
| 1    | 邱榮源 |            | 1951年6月30日－1953年6月30日   | 首任公民直選           |
| 2    | 邱榮源 |            | 1953年7月1日－1956年6月30日    |                        |
| 3    | 古燧昌 |            | 1956年7月1日－1960年1月5日     |                        |
| 4    | 李阿羅 |            | 1960年1月5日－1964年3月1日     |                        |
| 5    | 古燧昌 |            | 1964年3月1日－1968年3月1日     |                        |
| 6    | 彭瑩煥 |            | 1968年3月1日－1973年4月1日     |                        |
| 7    | 陳政宏 |            | 1973年4月1日－1977年12月30日   |                        |
| 8    | 黃政枝 |            | 1977年12月30日－1982年2月28日  |                        |
| 9    | 黃政枝 |            | 1982年3月1日－1984年11月16日   | 因案停職               |
| 9    | 陳宏霖 |            | 1984年11月16日－1985年2月1日   | 代理                   |
| 9    | 曾廷泉 |            | 1985年2月1日－1986年3月1日     | 補選上任               |
| 10   | 曾廷泉 |            | 1986年3月1日－1988年10月5日    | 因案停職               |
| 10   | 陳宜開 |            | 1988年10月5日－1990年3月1日    | 代理                   |
| 11   | 羅善光 |            | 1990年3月1日－1994年3月1日     |                        |
| 12   | 羅善光 |            | 1994年3月1日－1996年11月21日   | 因案停職               |
| 12   | 賴源聰 |            | 1996年12月4日－1997年1月8日    | 代理                   |
| 12   | 羅善光 |            | 1997年1月8日－1997年4月19日    | 復職，其後再度因案停職 |
| 12   | 范萬炎 |            | 1997年4月21日－1998年3月1日    | 代理                   |
| 13   | 盧東文 | 中國國民黨 | 1998年3月1日－2002年3月1日     |                        |
| 14   | 盧東文 | 中國國民黨 | 2002年3月1日－2006年3月1日     |                        |
| 15   | 蘇仁鑑 | 中國國民黨 | 2006年3月1日－2010年3月1日     |                        |
| 16   | 徐兆璋 | 中國國民黨 | 2010年3月1日－2014年12月25日   |                        |
| 17   | 徐兆璋 | 中國國民黨 | 2014年12月25日－2018年12月25日 |                        |
| 18   | 羅吉祥 | 中國國民黨 | 2018年12月25日－2019年11月22日 | 因涉嫌賄選解職         |
| 18   | 張順朋 | 中國國民黨 | 2019年11月29日－2020年3月5日   | 縣府委派代理           |
| 18   | 張順朋 | 中國國民黨 | 2020年3月5日－2022年12月25日   | 補選上任               |
| 19   | 郭遠彰 | 無黨籍     | 2022年12月25日                 | 現任                   |

### 鎮政組織

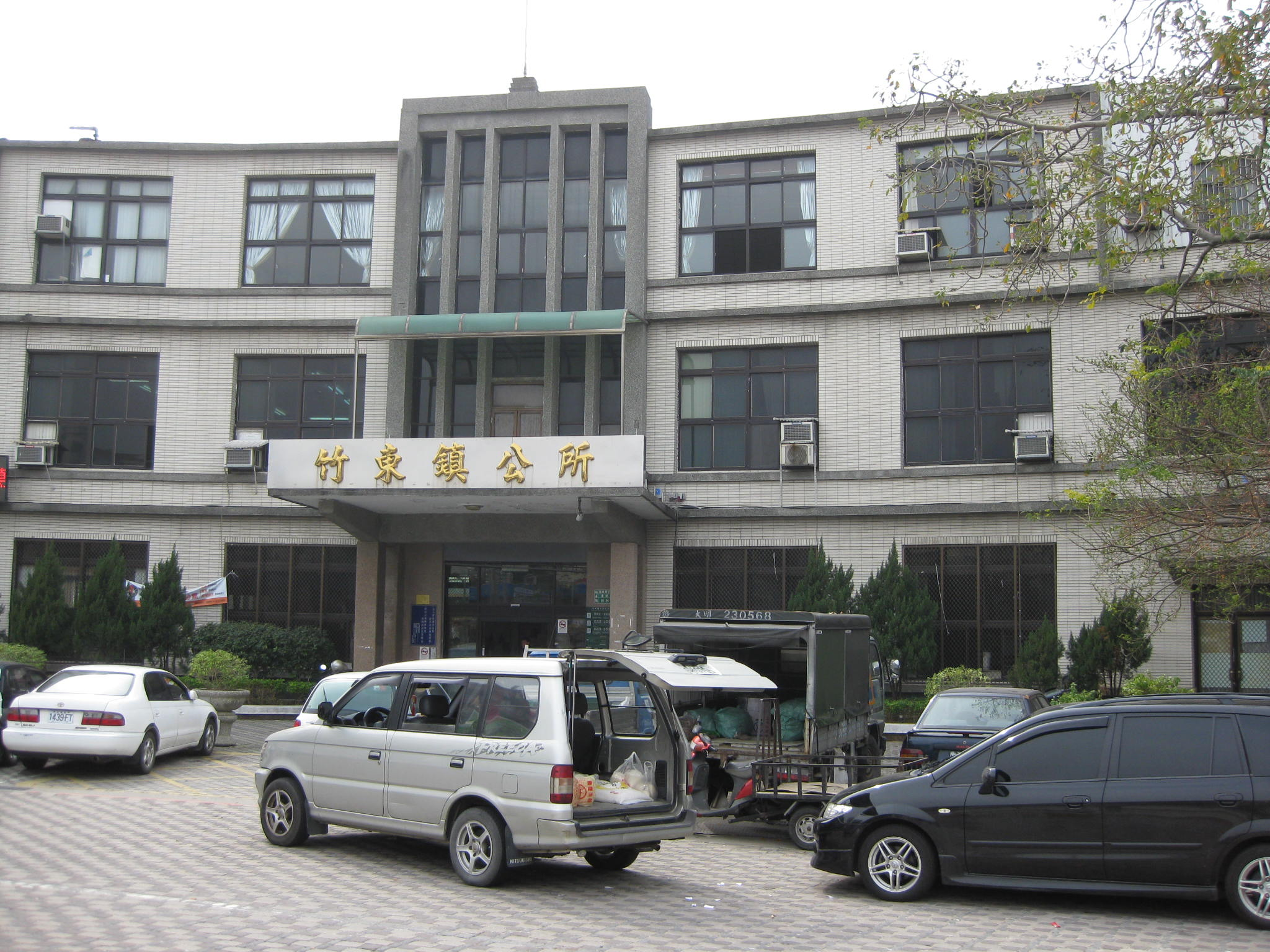
竹東鎮公所，位於雞林里東林路88號。現址是新竹客運於民國四十年代無償提供的偏遠土地，鎮公所原址則是今日的新竹客運竹東總站。

竹東鎮公所是竹東鎮最高層級的地方行政機關，在中華民國政府架構中為鎮自治的行政機關，同時負責執行縣政府及中央機關委辦事項，竹東鎮的自治監督機關為新竹縣政府。鎮長由全體鎮民直接選舉產生，任期為四年，可連選連任一次。竹東鎮公所並置鎮政會議，為鎮政最高決策機構，在鎮長之下，設有5課4室等9個內部單位及5個附屬機關。
竹東鎮民代表會是竹東鎮的最高民意機關，代表竹東鎮全體鎮民立法和監察鎮政。鎮民代表由公民直選選出，任期為四年，可連選連任。竹東鎮民代表會共有14位鎮民代表，分別為第一選區3席鎮民代表、第二選區3席鎮民代表、第三選區4席鎮民代表、第四選區5席鎮民代表，主席、副主席由15位鎮民代表互選產生。

### 行政區
現今竹東鎮行政範圍的確立，來自於1920年，日本將臺灣改為五州二廳，設竹東庄屬新竹州竹東郡:12。竹東庄轄上坪、燥樹排、員崠子、下公館、上公館、雞油林、麻園社、下員山、竹東、荳子埔、三重埔、二重埔、頭重埔、柯子湖等14個大字。1933年12月12日，竹東庄改制為竹東街:17。1945年12月11日，改為竹東鎮，屬新竹縣竹東區。1946年，竹東鎮編入新竹市，改為新竹市竹東區:12。1950年10月25日，復置竹東鎮，屬新竹縣:14。
竹東鎮共轄25里，其行政區域分布情形為：
| 次分區   | 里名   | 里名   | 里名   | 里名   | 里名   | 里名   | 里名   |
| -------- | ------ | ------ | ------ | ------ | ------ | ------ | ------ |
| 外五里區 | 二重里 | 柯湖   | 頭重里 | 三重里 | 員山里 |        |        |
| 陸豐區   | 陸豐里 |        |        |        |        |        |        |
| 竹東區   | 大鄉里 | 中正里 | 竹東里 | 東華里 | 商華里 | 榮樂里 | 中山里 |
| 竹東區   | 仁愛里 | 忠孝里 | 南華里 | 榮華里 | 雞林里 | 五豐里 |        |
| 上館區   | 上館里 | 東寧里 |        |        |        |        |        |
| 內四里   | 上坪里 | 軟橋里 | 員棟里 | 瑞峰里 |        |        |        |

| 竹東鎮行政區劃 |
|                |

## 經濟

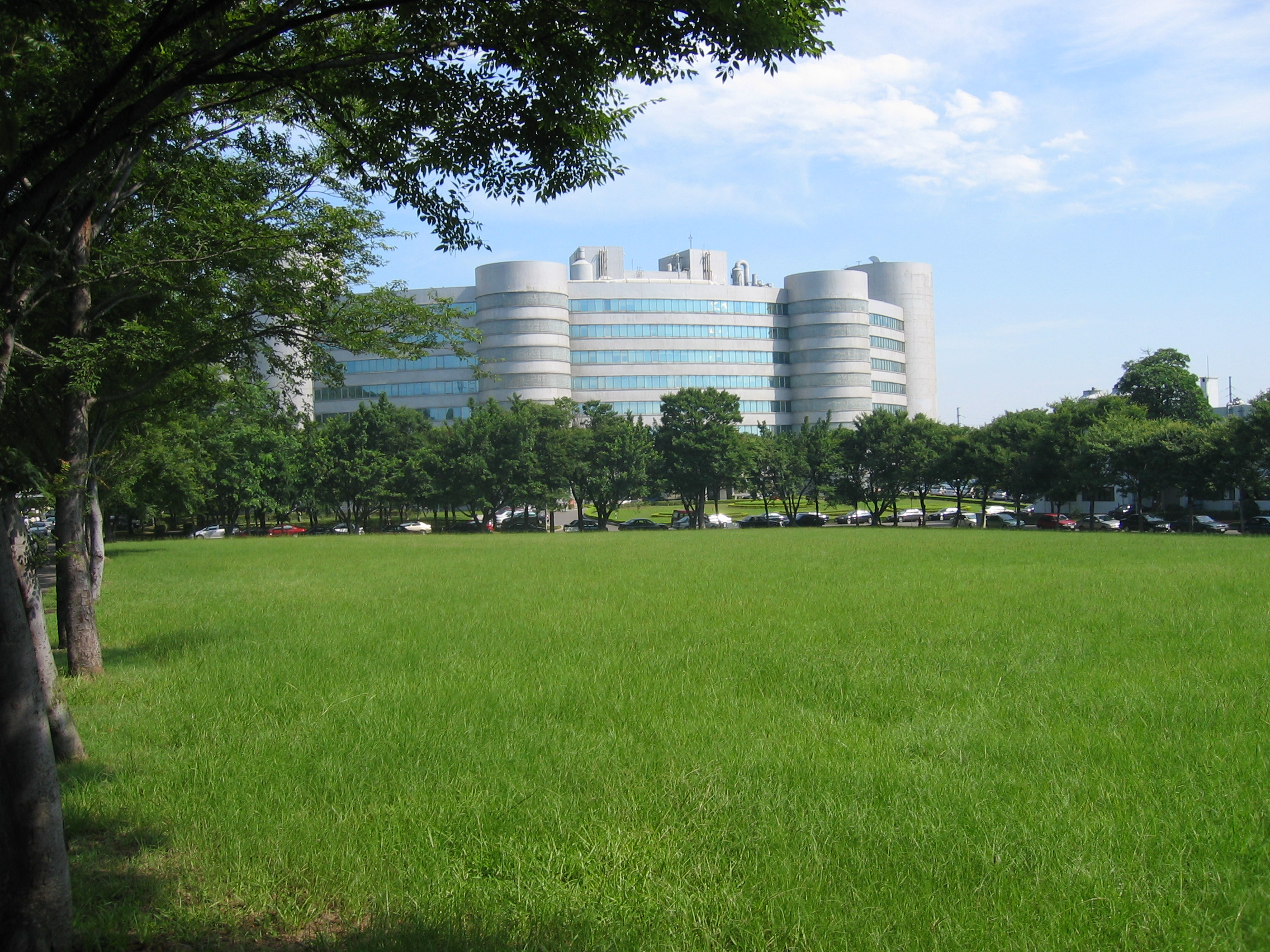
工業技術研究院

竹東鎮位於新竹平原與山地接壤的山麓地帶，地理位置優越，是新竹縣「溪南地區」（包括竹東鎮、芎林鄉、寶山鄉、峨眉鄉、北埔鄉、橫山鄉、五峰鄉、尖石鄉八鄉鎮）的交通網路樞紐與商品集散中心。因此，自清代以來，竹東的商業活動便相當興盛。另外，由於鄰近山區富涵石油、天然氣、煤炭、矽砂、石灰石等天然工礦資源，吸引業者來此設廠。竹東以商、工為主流的經濟發展軌跡，也因此與台灣一般平地鄉鎮有所不同。
工業技術研究院中興院區位於頭重里，成立於1973年，是台灣最大的產業技術研發機構，也是台灣半導體產業的開路先鋒。透過技術引進、人才培育、衍生公司、育成中心、技術服務與技術移轉等不同方式協助業者，對台灣產業發展歷程具有舉足輕重的地位。

### 商業

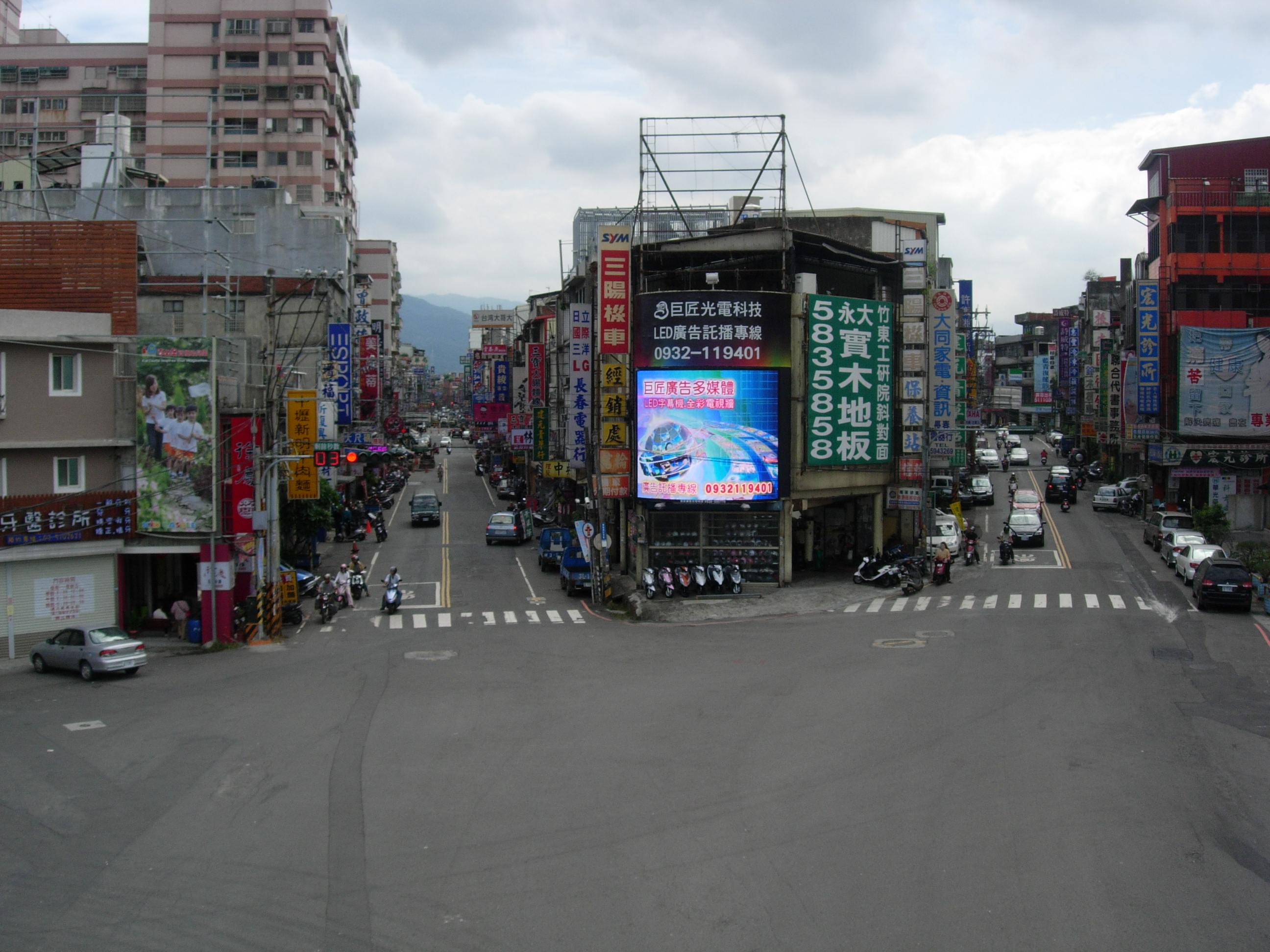
左為長春路二段，右為東寧路三段

#### 發展
竹東鎮商業發展依時間順序排列為：
1. 柯湖福龍宮前
2. 軟橋老街
3. 上坪老街
4. 樹杞林街
5. 東寧路、長春路及東林路週邊
6. 五豐、榮華新興商圈[20]

#### 現況
竹東鎮內現在有竹東市區商圈及東寧商圈兩部分：
- 竹東市區：竹東火車站週邊商圈是相較傳統的市區，仁愛路、東林路上的竹東中央市場，是鎮內最大型的傳統市場。到了晚上東林路則有東林路夜市，可說是從早到晚都有攤販商家開業。

商圈隨著市區擴大發展至商華街、東寧路及長春路兩側，東寧路有著客運行經的交通優勢，東寧路三段商家林立，一直到竹東高中前仍還有不少店家。長春路則是從中山路口開始，到朝陽路口為止，是與東寧路同時發展的兩條街。
過了樹杞林橋（人行天橋）後的長春路三段前是新興商圈，較知名的速食店皆在此設立店面。
- 上舘地區：上舘地區商圈大致在中豐路、東峰路上，這邊人口成長快速，鄰近臺灣大學醫學院附設醫院新竹台大分院生醫醫院竹東院區、台北榮民總醫院新竹分院（舊稱竹東榮民醫院）、中油鑽探工程處等，客源充足，形成的商圈以飲食為大宗。

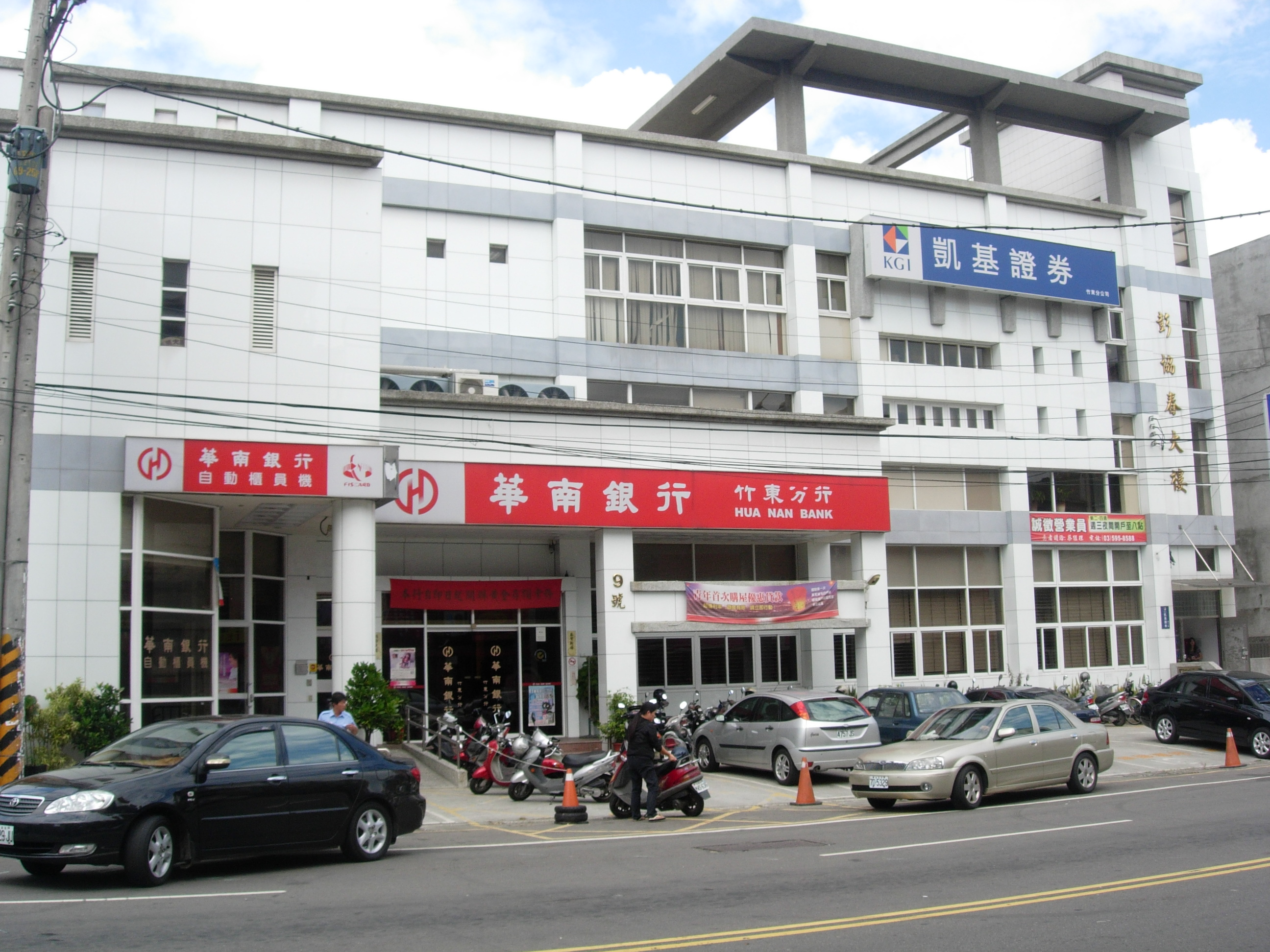
華南銀行竹東分行大樓

- 其他民生店家，也一應俱全，其中也包含各大連鎖店，如家樂福超市、寶雅、屈臣氏、康是美、全聯福利中心等。

## 教育

### 高級中等學校
- 國立竹東高級中學
- 新竹縣私立東泰高級中學

### 國民中學
- 新竹縣立竹東國民中學
- 新竹縣立自強國民中學
- 新竹縣立二重國民中學
- 新竹縣立員東國民中學

### 國民小學
- 新竹縣竹東鎮竹東國民小學
- 新竹縣竹東鎮上館國民小學
- 新竹縣竹東鎮竹中國民小學
- 新竹縣竹東鎮大同國民小學
- 新竹縣竹東鎮陸豐國民小學
- 新竹縣竹東鎮二重國民小學
- 新竹縣竹東鎮天主教上智國民小學
- 新竹縣竹東鎮中山國民小學
- 新竹縣竹東鎮員崠國民小學
- 新竹縣竹東鎮瑞峰國民小學

## 交通
竹東鎮北側雖有新竹縣最大河川頭前溪圍繞，但該溪並無舟楫之利，因此對外交通以鐵、公路為主。

### 鐵路

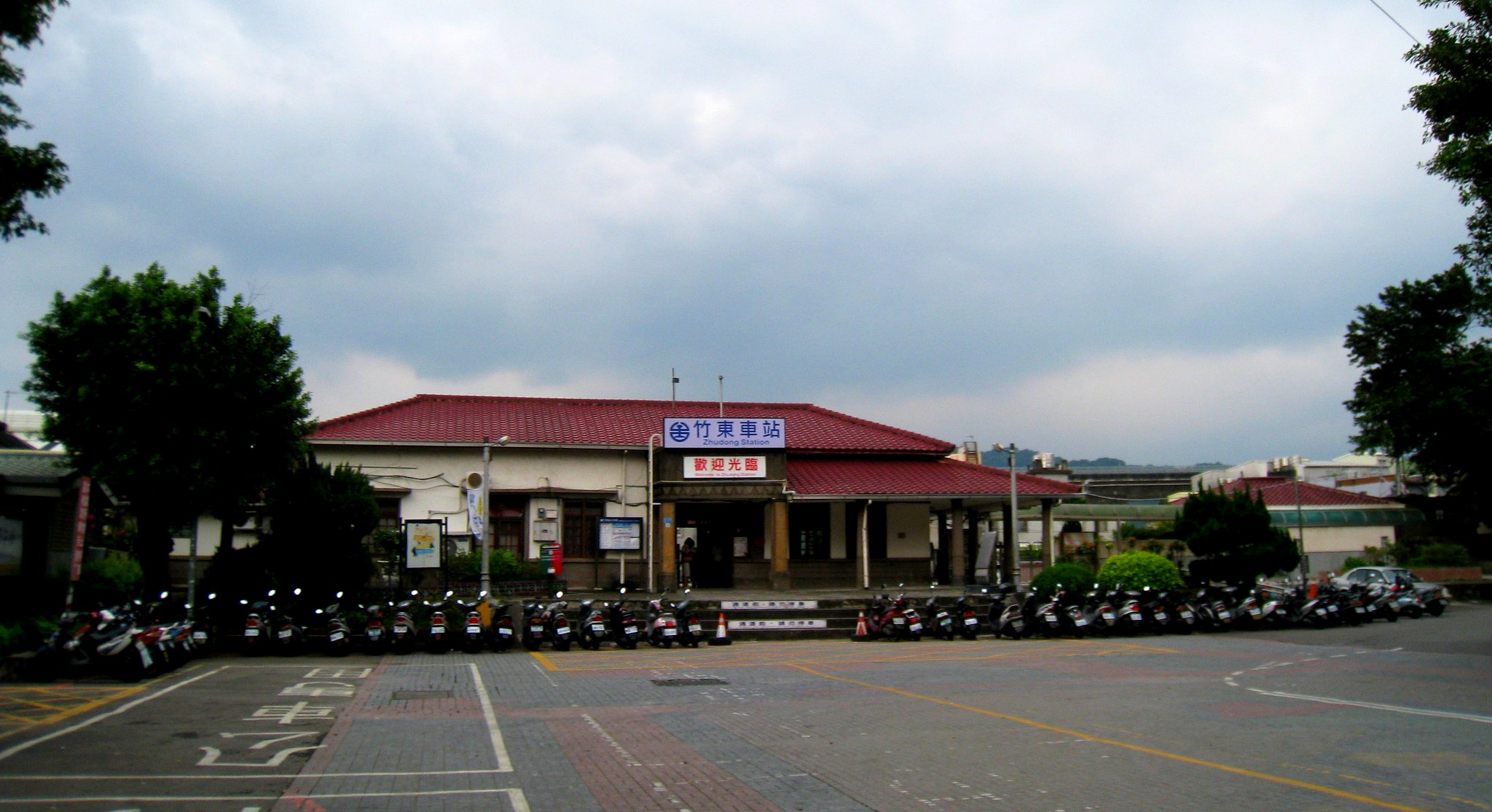
新竹縣竹東鎮竹東火車站，拍攝於站前道路及廣場

台鐵內灣線西起新竹市新竹車站，東抵位於橫山鄉境最東端，已臨近尖石鄉的內灣車站，為運輸橫山石灰、水泥及橫山、尖石山區林木的重要管道，並兼辦客運業務。該鐵道以西北－東南走向貫穿竹東鎮北側丘陵及河谷平原地帶，並以位於竹東市區的竹東車站為轉運中心，對竹東鎮早年的工商業發展助益極大。
除竹東車站外，內灣線於竹東鎮境內尚設有榮華、上員、竹中3個車站。其中竹中車站為連接位於竹北市的台灣高鐵新竹站與台鐵新竹站的六家線與現有內灣線的交會點，頗具發展潛力。
自2007年3月1日起為便於興建六家線，內灣線竹東站－新竹站間暫時停駛3年8個月，期間以新竹客運5673路作為新竹市到竹東的交通維持專車，於2011年11月12日復駛。
國營台灣鐵路公司
- 內灣線：

←往新竹方向- 竹中車站 - 上員車站 - 榮華車站 - 竹東車站→往內灣方向
- 六家線：

←往新竹方向- 竹中車站 →往六家方向

### 輕便鐵路
明治40年11月（1907年）開設「新竹拓殖軌道株式會社」，以新竹為中心，軌道設至竹東、北埔、內灣、舊港、浸水等地，竹東至北埔、關東橋至芎林等線則於大正二年（1913年）鋪設完成，直至昭和十三年（1938年）受到竹東公路鋪設柏油，運輸更為便利的影響而撤去。大正十二年（1923年）年由地方士紳彭錦球、彭清政所組成的「竹東軌道組合」於次年鋪設上公館至上坪的鐵道，總站設於今天竹東國小禮堂前，之後搬到竹東高中前，並在昭和三年（1928年）延長至十八兒（今五峰鄉），以利木材及各項物資的運輸。

### 公路
- 國道一號（中山高速公路）
  - 新竹交流道（95）
- 國道三號（福爾摩沙高速公路）：以東北－西南走向貫穿竹東鎮西部，為竹東鎮通往南北各地的最重要道路。
  - 竹林交流道（90）：雖然位於北臨的芎林鄉境內，但距離鎮界頗近。由該交流道向東沿縣道120號及縣道123號，轉向南過竹林大橋即抵竹東市區，路程僅約4.2公里。若由交流道向西沿縣道120號、竹45線可抵竹東鎮西北部的竹中地區，路程約7.5公里。
- 台3線：竹東鎮通往南北各地的重要平面道路，往北經橫山、關西可通往桃園市、新北市、臺北市；往南經北埔、峨眉可通往苗栗縣、臺中市及南臺灣各地。
- 台68線（東西向快速公路南寮－竹東線）：竹東鎮向西通往新竹市的捷徑。
  - 芎林交流道（15）：二重埔、芎林。
  - 竹東一交流道（18）：接台68甲線往北興路三段、榮華車站。（僅東出西入）
  - 竹東二交流道（20）：竹東市區、興農路、北興路二段。（僅東出西入）
  - 竹東端（23）：竹東大橋、中興路。
- 台68甲線
- 縣道120號：僅通過仁愛里的碧潭橋一小段[22]。
- 縣道122號：東西向的重要平面道路，向東南可通往原住民聚集地區五峰鄉，向西北可通往新竹市區及南寮。
- 縣道123號：僅通過竹林大橋竹東端－朝陽路－終點在縣道122號長春路口

### 公車客運

#### 一般公路客運
- 捷乘客運、亦捷科際
  - 竹東站：新竹縣竹東鎮東寧路三段135號
  - 下公館站： 新竹縣竹東鎮東寧路一段1號
  - 路線
    - 【5608】新竹－下公館（經關東橋）
    - 【5609】竹東－珊珠湖（經北埔）
    - 【5609A】竹東－珊珠湖（經北埔）[繞駛台大醫院]
    - 【5625】竹東－那羅（經梅花七鄰）
    - 【5625A】竹東－那羅（經梅花七鄰）[繞駛台大醫院]
    - 【5626】竹東－獅山
    - 【5626A】竹東－獅山[繞駛台大醫院]
    - 【5627】竹東－小南坑
    - 【5630】竹東－清泉（經五峰）
    - 【5630A】竹東－清泉[繞駛台大醫院](部分班次繞駛土場)
    - 【5631】竹東－八五山（經煤源）
    - 【5633】竹東－芎林
    - 【5633A】竹東－芎林（延駛下公館、敏實科大）
    - 【5634】竹東－中壢（經台3線、關西、龍潭、山仔頂）
    - 【5634A】竹東－關西（經台3線、橫山、沙坑）本線係5634路線區間車)
    - 【5635】竹東－頭份林
    - 【5673】新竹－下公館（經台68線東西向快速公路）
- 金牌客運
  - 路線
    - 【5700(台灣好行獅山線)】竹北火車站－竹東遊客中心－獅山遊客中心
- 近年已停駛之公路客運路線
  - 【已停駛】【5610】竹東－北埔（經台3線）
  - 【已停駛】【5628】竹東－五峰（經上坪）
  - 【已停駛】【5670】竹東－竹中口（經員山）
  - 【已停駛】【5673A】新竹－竹東（經台68線東西向快速公路、竹東火車站）
  - 【已停駛】【5673B】新竹－中華科大－竹東（經台68線東西向快速公路）

#### 新竹縣HTS快捷公車
- 科技之星交通
  - 路線
    - 【快捷6號】竹東火車站 － 內灣大橋
    - 【快捷6號(支)】竹東火車站 － 內灣大橋 － 尖石鄉公所
    - 【觀光6號】竹東火車站 － 內灣大橋
- 金牌客運
  - 路線
    - 【快捷8號】台大竹東分院 － 高鐵新竹站 － 竹北火車站(經122縣道、中正大橋)
    - 【快捷8號(支)】台大竹東分院 － 高鐵新竹站 － 竹北火車站(經快速道路、興隆大橋)
    - 【觀光8號(台灣好行觀霧線)】 高鐵新竹站－竹東火車站-軟橋村-清泉-觀霧山莊

#### 國道客運
- 國光客運
  - 竹東站：新竹縣竹東鎮東寧路1段275號。
  - 路線
    - 【1820】竹東－－龍潭－台北。
端點站為國光客運竹東站，行經芎林、關西站（關西交流道口）、龍潭、板橋等站，終點站是捷運北門站。(台北往竹東方向在台北轉運站發車)
    - 【1820A】竹東－－關西市區－龍潭－台北。
端點站為國光客運竹東站，行經芎林、關西站（關西交流道口）、繞駛關西市區(關西鎮公所)、龍潭、板橋等站，終點站是捷運北門站。(台北往竹東方向在台北轉運站發車)
    - 【1821】竹東－－員樹林－台北 。
端點站為國光客運竹東站，行經芎林、關西站（關西交流道口）、龍潭、員樹林、國軍桃園醫院、板橋等站，終點站是捷運北門站。(台北往竹東方向在台北轉運站發車)
(本路線在大溪交流道⇄龍潭交流道間行駛平面道路。)

## 醫療
竹東鎮現有兩座大型醫院：
- 臺北榮民總醫院新竹分院
- 國立臺灣大學醫學院附設醫院新竹臺大分院生醫醫院竹東院區(原臺大醫院竹東分院)

衛生所一間：
- 新竹縣竹東衛生所

也有兩座較小規模的醫院：
- 林醫院
- 竹信醫院

此外，竹東鎮有眾多基層醫療院所，科系涵蓋內外科、復健科、牙科、兒科、耳鼻喉科、肝膽腸胃科、骨科、中醫科、精神科等，且部分基層醫療院所具有一定規模，可以滿足大部分一般疾病診治需求。

## 文資
- 竹東九牧第
- 竹東圳
- 竹東曉江亭
- 儒醫吳天祐紀念碑
- 上員棟甘屋渤海堂
- 竹東林業展示館

## 旅遊

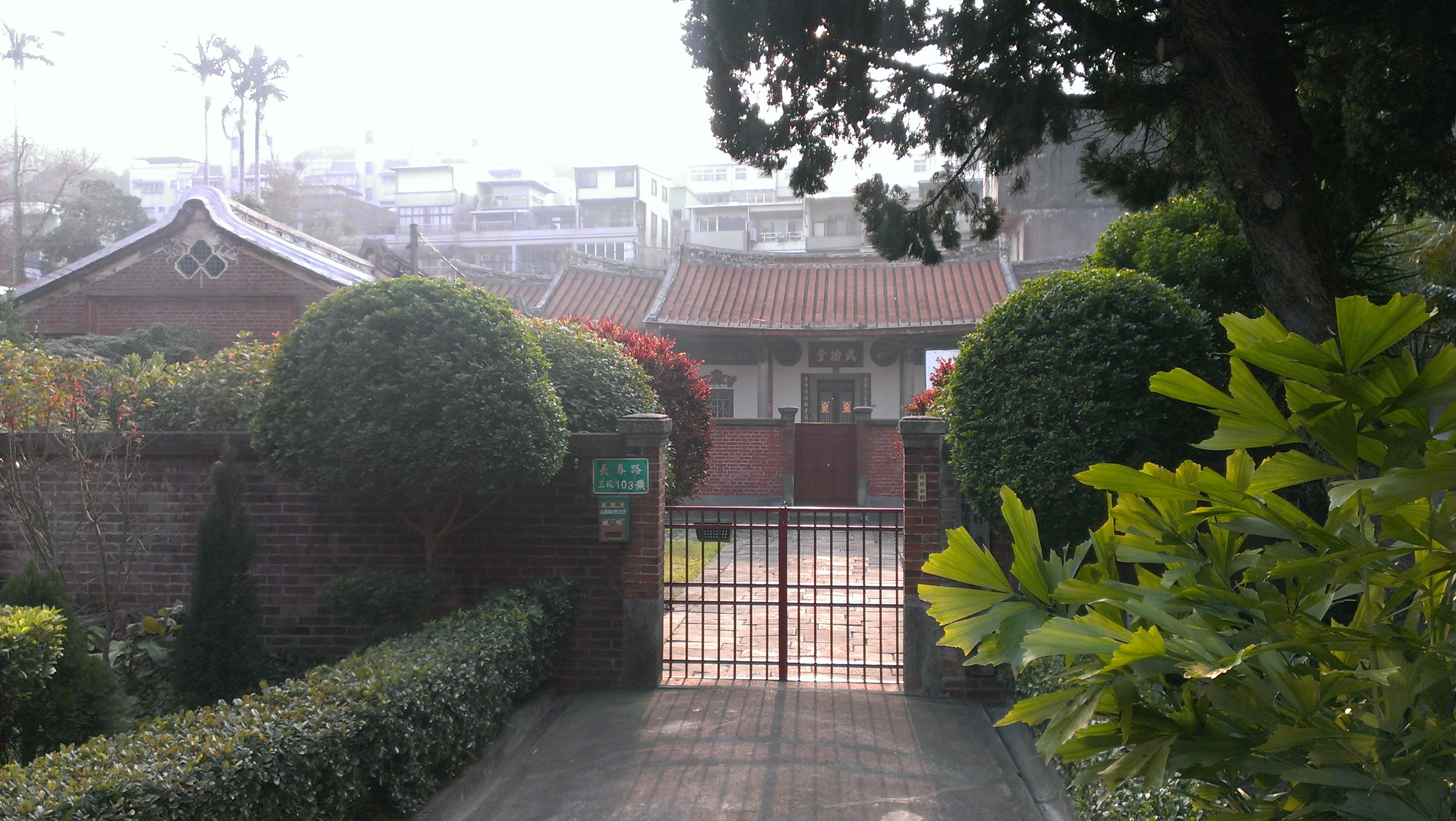
武功堂

- 竹東林業展示館
- 樹杞林文化館
- 蕭如松藝術園區
- 新竹縣竹東鎮立圖書館
- 信好第
- 五指山風景區
- 武功堂
- 上坪老街
- 國寶級楓寄生樹
- 竹東河濱公園
- 竹東車站
- 上隴西堂
- 下隴西堂
- 竹東森林公園
- 惠昌宮
- 名冠藝術館

## 外部連結
- 竹東鎮公所 （页面存档备份，存于）（繁體中文）（英文）
- 竹東鎮公所的Facebook專頁
- 竹東春櫻花海節的Facebook專頁
- YouTube上的竹東鎮公所頻道
- YouTube上的竹東鎮公所頻道